# Bristol 403
La Bristol 403 est une voiture de luxe produite de 1953 à 1955 par le fabricant anglais Bristol Aeroplane Co. (dont la division automobile est devenue plus tard Bristol Cars). La 403 est la troisième des cinq séries de Bristol propulsées par le moteur six cylindres dérivé du BMW M328 à soupapes en tête. Elle a remplacé les Bristol 401 et 402 en 1953 et fut produite pendant deux autres années.
Elle a conservé beaucoup du style de la 401, mais a aussi reçu de nombreuses améliorations mécaniques par rapport à ce modèle. Le moteur de 1 971 cm3 à six cylindres a été modifié par l'utilisation de plus grandes soupapes et de plus grands paliers principaux, avec un diamètre de 54 mm contre 51 mm sur les 400 et 401, ce qui a augmenté la puissance de sortie, passant à 100 ch contre 85 ch pour la 401. L'accélération a été nettement améliorée: la 403 pouvait atteindre 97 km/h en 13,4 secondes contre 16,4 secondes pour la 401. La 403 a une vitesse de pointe de 167 km/h.
Pour faire face à cette augmentation de puissance, une barre anti-roulis a été montée sur la suspension avant et des freins à tambour améliorés, des "Alfins" (en Aluminium à ailettes) ont été montés. Les premiers modèles avaient ces freins sur les quatre roues, mais Bristol pensait que la voiture disposait de trop de puissance de freinage et ils n'ont plus été montés que sur les roues avant sur les dernières 403.
La 403 a été la dernière Bristol à porter une calandre de style BMW. Elle se fit également connaître pour avoir deux phares supplémentaires sur le côté, préfigurant l'adoption des quatre phares dans les grandes voitures (Bristol a adopté cette disposition sur la 411 à la fin des années 1960).

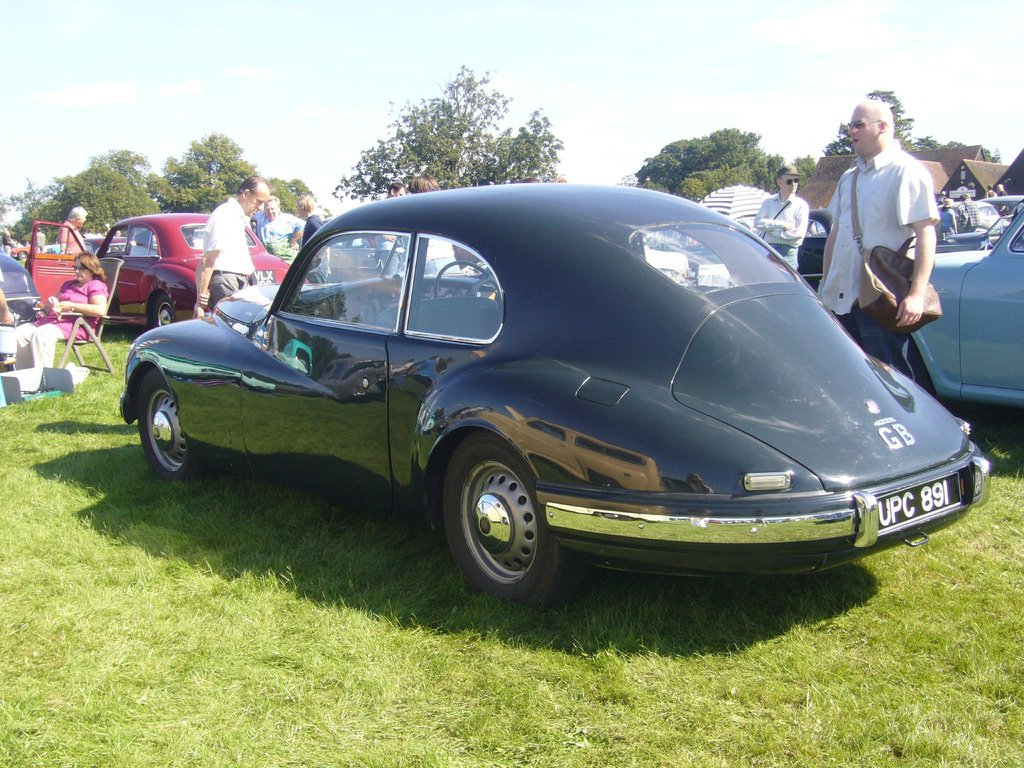
Bristol 403